# Венето Классик
Венето Классик (итал. Veneto Classic) — шоссейная однодневная велогонка, проходящая по территории Италии с 2021 года.

## История
Гонка была создана в 2021 году и стразу вошла в календарь Европейский тур UCI с категорией 1.1. Победителем дебютной гонки стал Самуэле Баттистелла, для которого эта победа стала первой в профессиональной карьере.
В конце сентября 2022 года было объявлено, что гонка этого года станет заключительной в почти 30-летней карьере 51-летнего итальянца Давиде Ребеллина. Свой выбор этой гонки он объяснил в интервью La Gazzetta dello Sport:
Но я также буду на Veneto Classic 16 октября (презентация маршрута в пятницу, прим. ред.). Она состоится в воскресенье, и у большего количества болельщиков будет возможность прийти и следить за гонкой.
Оригинальный текст (итал.)“Ma sarò anche alla Veneto Classic del 16 ottobre (venerdì la presentazione del percorso, ndr). Svolgendosi di domenica, più tifosi avranno la possibilità di venire a seguire la gara”
Маршрут гонки проходит в области Венето (итал. Veneto), также известной как Венеция). Финиширует в Бассано-дель-Граппа. Протяжённость дистанции составляет в районе 200 км.
Гонка проводится через несколько дней после Джиро дель Венето.

## Призёры
| Год  | Победитель          | Второй         | Третий            |
| ---- | ------------------- | -------------- | ----------------- |
| 2021 | Самуэле Баттистелла | Марк Хирши     | Джонатан Рестрепо |
| 2022 | Марк Хирши          | Давиде Формоло | Никола Кончи      |
| 2023 | Давиде Формоло      | Марк Хирши     | Филиппо Зана      |
| 2024 | Магнус Корт Нильсен | Ромен Грегуар  | Ксандро Мёрисс    |